# Йоан Пабло Ернандес
Йоан Пабло Ернандес Суарес (ісп. Yoan Pablo Hernández Suárez, 28 жовтня 1984, Пінар-дель-Ріо) — кубинський професійний боксер, призер Панамериканських ігор, чемпіон світу за версією IBF (2011—2015) у першій важкій вазі.

## Аматорська кар'єра
На чемпіонаті світу серед молоді 2002 року став чемпіоном в категорії до 91 кг, здобувши чотири перемоги, у тому числі над Віталієм Міхеєнком (Україна).
Поступаючись майстерністю першому номеру збірної Куби у важкій вазі Одланьєру Солісу, перейшов до напівважкої ваги. На Панамериканських іграх 2003 став срібним призером, програвши у фіналі Раміро Редусіндо (Мексика).
На Олімпійських іграх 2004 програв у першому бою Євгену Макаренку (Росія).

## Професіональна кар'єра
Впродовж 2005—2007 років здобув чотирнадцять перемог поспіль, у тому числі в останньому бою над Мохамедом Аззауї (Алжир).
29 березня 2008 року зазнав першої поразки технічним нокаутом в третьому раунді від Вейна Брейтвейта (Гаяна).
Здобувши після цього п'ять перемог, у тому числі над Майклом Сіммсом (США), 17 жовтня 2009 року в бою проти Енада Лічини (Сербія) завоював титул інтерконтинентального чемпіона IBF у першій важкій вазі.
Здобувши ще три перемоги, 12 лютого 2011 року в бою проти француза Стіва Хереліуса завоював титул «тимчасового» чемпіона WBA.
1 жовтня 2011 року вийшов на бій проти чемпіона світу за версією IBF у першій важкій вазі Стіва Каннінгема (США). В третьому раунді складного для суддівства бою американець завдав удару головою, здавалося, з порушенням правил і посік кубинця, але рефері не зупинив бій і навіть не попередив Каннінгема. Після шостого раунду поєдинок був зупинений через сильну кровотечу в Ернандеса. Після підрахунку суддівських карток результати були 57–56 для Каннінгема та 58–55 і 59–54 для Ернандеса, і таким чином Ернандес став новим чемпіоном світу.
4 лютого 2012 року Ернандес і Каннінгем зустрілися в реванші, і цього разу кубинець здобув перемогу одностайним рішенням. Провівши впродовж 2012—2014 років три успішних захисти титулу чемпіона, Ернандес припинив виступи. 22 серпня 2020 року повернувся, щоб провести бій з Кевіном Джонсоном (США), і зазнав другої в кар'єрі поразки.